# Bundeslaufbahnverordnung
Die Bundeslaufbahnverordnung (BLV) ist eine deutsche Rechtsverordnung, die die Einstellung von Bewerbern in ein Dienstverhältnis als Beamter im Bundesdienst und deren berufliche Entwicklung regelt. Sie konkretisiert damit die entsprechenden Regelungen im Bundesbeamtengesetz. Die BLV wird ihrerseits durch eine Allgemeine Verwaltungsvorschrift des Bundesministeriums des Innern und für Heimat erläutert.

## Geschichte
Die erste Bundeslaufbahnverordnung trat am 1. September 1956 in Kraft. In diesem Zeitpunkt traten die „Verordnung zur vorläufigen Regelung des Laufbahnwesens im Bundesdienst“ vom 30. November 1953 (BGBl. I S. 1543) sowie die „Reichsgrundsätze über Einstellung, Anstellung und Beförderung“ vom 14. Oktober 1936 und die „Verordnung über die Vorbildung und die Laufbahnen der deutschen Beamten“ vom 28. Februar 1939, beide Vorschriften in der Fassung der Bekanntmachung vom 24. Januar 1951 (BGBl. I S. 87), außer Kraft. Die aktuelle Neufassung ist aus dem Jahr 2009 und geht auf die sogenannte Dienstrechtsreform 2009 zurück.

### Änderungshistorie
Die Bundeslaufbahnverordnung wurde mehrmals neugefasst und neu bekannt gemacht:
- Erstfassung vom 31. Juli 1956 (BGBl. I S. 712)
- Neubekanntmachung vom 2. August 1961 (BGBl. I S. 1173)
- Neubekanntmachung vom 14. April 1965 (BGBl. I S. 322)
- Neufassung vom 27. April 1970 (BGBl. I S. 422)
- Neufassung vom 1. Februar 1979 (BGBl. 1978 I S. 1763)
- Neubekanntmachung vom 8. März 1990 (BGBl. I S. 449)
- Neubekanntmachung vom 2. Juli 2002 mit neuer Überschrift (BGBl. I S. 2459)
- Aktuelle Neufassung vom 12. Februar 2009 (BGBl. I S. 284)

### Änderungen der aktuellen Fassung
Die aktuelle Bundeslaufbahnverordnung wurde bislang mehrmals geändert:
- Erste Verordnung zur Änderung der Bundeslaufbahnverordnung vom 20. Februar 2013 (BGBl. I S. 316)
- Zweite Verordnung zur Änderung der Bundeslaufbahnverordnung vom 15. August 2016 (BGBl. I S. 1981)
- Verordnung zur Änderung der Bundeslaufbahnverordnung und anderer laufbahnrechtlicher Vorschriften vom 18. Januar 2017 (BGBl. I S. 89)
- Verordnung zur Änderung dienstrechtlicher Verordnungen aus Anlass des Besoldungsstrukturenmodernisierungsgesetzes" vom 8. Januar 2020 (BGBl. I S. 27, 35)
- Dritte Verordnung zur Änderung der Bundeslaufbahnverordnung vom 15. September 2020 (BGBl. I S. 1990)
- Vierte Verordnung zur Änderung der Bundeslaufbahnverordnung vom 3. Februar 2021 (BGBl. I S. 148)
- Gesetz zur Regelgung des Erscheinungsbilds von Beamtinnen und Beamten sowie zur Änderung weiterer dienstrechtlicher Vorschriften vom 28. Juni 2021 (BGBl. I S. 2250, 2261; Art. 14 Abs. 7)
- Verordnung zur Fortentwicklung laufbahnrechtlicher und weiterer dienstrechtlicher Vorschriften vom 16. August 2021 (BGBl. I S. 3582)
- Verordnung zur Änderung der Sonderurlaubsverordnung und der Bundeslaufbahnverordnung vom 9. August 2022 (BGBl. I S. 1381)

## Ähnliche Verordnungen
Für Soldaten der Bundeswehr trifft die Soldatenlaufbahnverordnung der BLV vergleichbare Regelungen. Für bestimmte Laufbahnen der Bundesbeamten gelten zusätzlich zu den Regelungen der Bundeslaufbahnverordnung besondere Laufbahnregelungen:
- Bundesbanklaufbahnverordnung (BBankLV) für Beamte der Deutschen Bundesbank
- Bundespolizei-Laufbahnverordnung (BPolLV) für Polizeivollzugsbeamte in der Bundespolizei
- Eisenbahnlaufbahnverordnung (ELV) für Beamte des Bundeseisenbahnvermögens, die beurlaubt oder der Deutschen Bahn zugewiesen sind
- Gesetz über den Auswärtigen Dienst (GAD) für Beamte im auswärtigen Dienst
- Kriminallaufbahnverordnung (KrimLV) für Polizeivollzugsbeamten im kriminalpolizeilichen Vollzugsdienst des Bundes (Bundeskriminalamt)
- Postlaufbahnverordnung (PostLV) für Beamte, die bei einem Postnachfolgeunternehmen beschäftigt sind